# Volo Luxair 9642
Il volo Luxair 9642 era un volo di linea della compagnia aerea Luxair, la compagnia di bandiera del Granducato di Lussemburgo, tra  Berlino e Lussemburgo.
Il 4 novembre 2002 il Fokker F50 che operava il volo si schiantò durante la fase finale dell'avvicinamento alla pista 24L dell'aeroporto di Lussemburgo-Findel, causando la morte di 20 tra passeggeri e membri dell'equipaggio. È stata la prima ed è tuttora l'unica catastrofe aerea che la Luxair abbia conosciuto, ed è anche l'unico disastro aereo avvenuto nel territorio del Granducato.

## L'incidente
Il volo LG 9642 decollò da Berlino alle 8:40 e salì di quota fino a raggiungere FL 180. Alle 9:50 il controllore di volo di Francoforte chiese ai piloti di scendere fino a FL 90 ed in seguito comunicò loro di mettersi in contatto con Luxembourg Approach. Alle 10:00 l'aereo giunse alla quota di 300 metri ed entrò in un banco di nebbia che limitava la visibilità e non permetteva ai piloti di vedere il terreno, cosicché decisero di effettuare un go around, ma pochi minuti dopo la visibilità migliorò ed i piloti continuarono l'atterraggio e per rallentare l'aereo misero i motori in idle, estesero i flap a 10° ed abbassarono il carrello di atterraggio; ma immediatamente il pitch angle raggiunse un valore troppo basso per generare spinta ed il velivolo perse immediatamente quota e velocità. Negli istanti seguenti i motori si arrestarono completamente e alle 10:05:42 l'aereo scomparve dagli schermi radar dopo aver impattato contro il terreno a 3,5 km dalla soglia della pista.

## Le cause
La causa dell'incidente non fu determinata con esattezza. La relazione preliminare compilata dalla commissione istituita dal Ministero dei trasporti suggerì che una serie di azioni non standard compiute dai piloti provocò una grave perdita di velocità a causa delle pale dell'elica che vennero accidentalmente spostate in posizione di reverse causando l'arresto dei motori.  Contribuì all'incidente il fatto che una raccomandazione di sicurezza emanata dalla Fokker in merito alla possibilità che i motori si arrestassero dopo il raggiungimento di un determinato pitch angle non fosse stata adeguatamente comunicata ai suoi piloti dalla Luxair.

## Nazionalità di passeggeri ed equipaggio
Secondo un bollettino diramato dalla Luxair, passeggeri ed equipaggio avevano le seguenti nazionalità:
| Nazionalità | Passeggeri | Passeggeri | Equipaggio | Equipaggio | Totale | Totale   |
| Nazionalità | Totale     | Deceduti   | Totale     | Deceduti   | Totale | Deceduti |
| ----------- | ---------- | ---------- | ---------- | ---------- | ------ | -------- |
| Francia     | 2          | 1          | 0          | 0          | 2      | 1        |
| Germania    | 15         | 15         | 0          | 0          | 15     | 15       |
| Lussemburgo | 2          | 2          | 3          | 2          | 5      | 4        |
| Totale      | 19         | 18         | 3          | 2          | 22     | 20       |